# دايا رومانا
دايا رومانا هي قرية تقع في إقليم ألبا في رومانيا.

## السكان
حسب إحصائيات 2002 بلغ عدد سكان القرية 3,109 نسمة.